# Theridion cuyutlan
Theridion cuyutlan là một loài nhện trong họ Theridiidae.
Loài này thuộc chi Theridion. Theridion cuyutlan được Herbert Walter Levi miêu tả năm 1963.